# Sudis

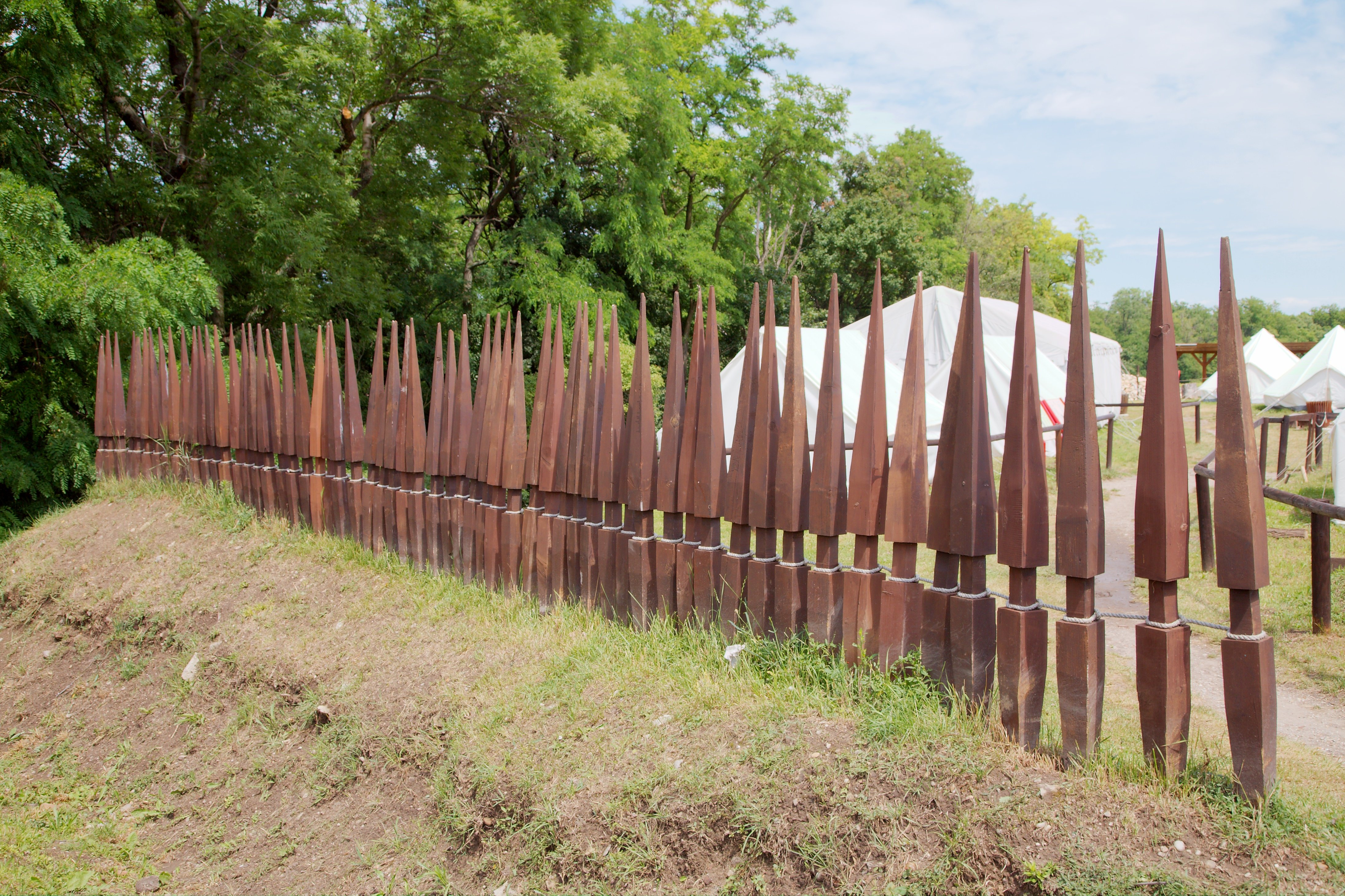
Sudes formando uma cerca sobre uma muralha em aterro.

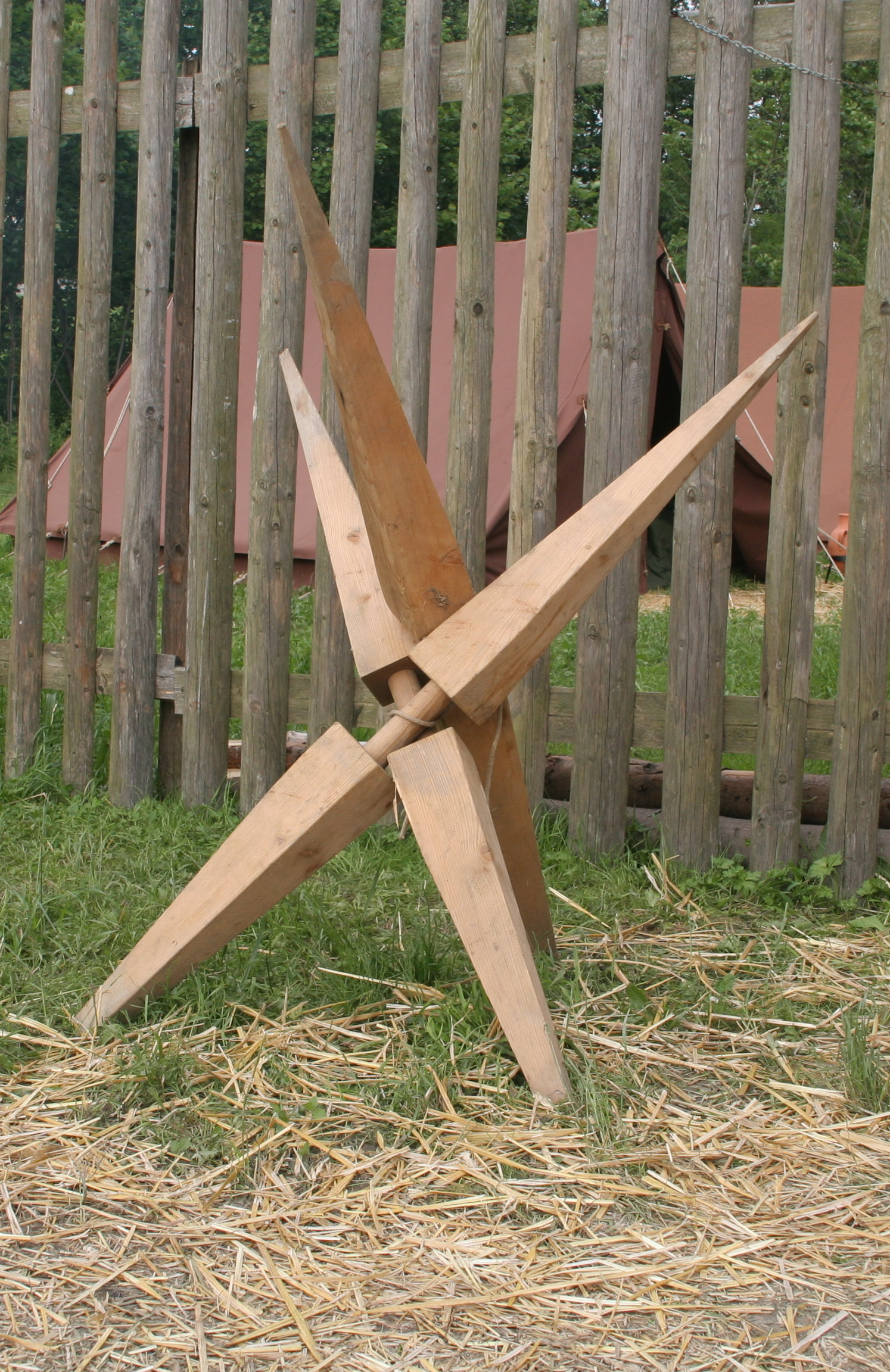
Três sudes combinados para formarem um ouriço checo.

O sudis (significando "estaca" em Latim, sendo o seu plural: sudes) era um tipo de estaca transportada pelos legionários romanos para emprego como fortificação de campanha. O sudis também é, ocasionalmente, designado "valus" (plural: valli). Modernamente também é, frequentemente, referido como "pilum murale", ("lança mural" em Latim).
Normalmente, cada legionário levava, consigo, dois sudes.
Cada sudis era feito de madeira maciça (normalmente de carvalho), com um comprimento de 1,5 a 1,8 metros e com uma largura de 50 a 100 milímetros no ponto mais espesso. De secção quadrada, a sua forma tendia para uma ponta em ambos os extremos. A parte central era mais delgada, aparentemente funcionando como punho. Os exemplares encontrados apresentam-se toscamente esculpidos.
Parece claro que os sudes eram usados para formarem estruturas defesnsivas temporárias. Contudo, a maneira exata como eram usados, tem sido sujeita a debates entre os vários peritos.
É possível que os sudes fossem incorporados nas muralhas em aterro dos campos fortificados de campanha romanos (castros). Projetando-se em ângulo dos aterros, apresentar-se-iam como uma barreira para atacantes que tentassem trepar às muralhas. Alternativamente, poderiam ser colocados verticalmente, no topo do aterro como uma cerca. Experiências com reconstruções de sudes têm sido desapontantes, uma vez que este tipo de barreira não é sólido e a simetria das estacas torna fácil arrancá-las do solo.
Foi sugerido que os sudes fossem colocados aos pares cruzados ao longo de um toro ou de uma viga, para formarem cavalos de frisa. Estes poderiam ser usados, por exemplo, como barreiras móveis para proteger um acesso. Em alternativa, três sudes poderiam ser colocados de modo a formarem uma espécie de ouriço checo ou de estrepe gigante. Defesas deste tipo, empregues em massa, só com muita dificuldade poderiam ser afastadas e não poderiam ser deitadas abaixo. As vantagens desta hipótese de uso do sudis são as de ser consistente com a simetria das estacas e explicam o suposto punho ao centro, cujo formato se destinariam a facilitar a união cruzada de vários sudes,
Na Batalha do Monte Álgido, em 458 a.C., Cincinato ordenou aos seus homens que fornecessem doze valli e os usassem para construir uma fortificação cercando os Équos, que por sua vez, estavam a cercar um outro exército romano.